# Барцана
Барца̀на (на италиански: Barzana; на ломбардски: Barsana, Барсана) е село и община в Северна Италия, провинция Бергамо, регион Ломбардия. Разположено е на 300 m надморска височина. Населението на общината е 1972 души (към 2017 г.).